# Wurmbea stellata
Wurmbea stellata là một loài thực vật có hoa trong họ Colchicaceae. Loài này được R.J.Bates miêu tả khoa học đầu tiên năm 1995.